# Wola Kleszczowa
Wola Kleszczowa [pronunciación en polaco: /ˈvɔla klɛʂˈt͡ʂɔva/] es un pueblo ubicado en el distrito administrativo de Gmina Widawa, dentro del Distrito de Łask, Voivodato de Łódź, en Polonia central. Se encuentra aproximadamente a 3 kilómetros al sur de Widawa, a 24 kilómetros al suroeste de Łask, y a 55 kilómetrps al suroeste de la capital regional Łódź.